# Saint-Jean-le-Vieux (Isère)
Saint-Jean-le-Vieux è un comune francese di 240 abitanti situato nel dipartimento dell'Isère nella regione dell'Alvernia-Rodano-Alpi.

## Società

### Evoluzione demografica
Abitanti censiti